# 广安 (葛荣)
广安（526年九月—528年九月）是北魏時期河北起事領導葛荣的年号，共计3年。

## 大事记
清代马绍基《纪元韵览》中记载葛荣又有年号为大通。

## 纪年
| 广安 | 元年  | 二年  | 三年  |
| 公元 | 526年 | 527年 | 528年 |
| 干支 | 丙午  | 丁未  | 戊申  |

## 參看
- 中国年号索引
  - 其他使用广安年號的政權
- 同期存在的其他政权年号
  - 普通（520年正月—527年三月）：南朝梁梁武帝萧衍的年号
  - 大通（527年三月—529年九月）：南朝梁梁武帝萧衍的年号
  - 孝昌（525年六月—528年正月）：北魏政权北魏孝明帝元詡年号
  - 武泰（528年正月—四月）：北魏政权北魏孝明帝元詡年号
  - 建義（528年四月—九月）：北魏政权北魏孝莊帝元子攸年号
  - 永安（528年九月—530年十月）：北魏政权北魏孝莊帝元子攸年号
  - 天建（524年六月—527年九月）：北魏時期領導莫折念生年号
  - 真王（525年八月—528年二月）：北魏時期領導杜洛周年号
  - 神嘉（525年十二月—535年三月）：北魏時期領導劉蠡升年号
  - 始建：北魏時期領導陳雙熾年号
  - 天授（527年七月）：北魏時期領導劉獲、鄭辯年号
  - 隆緒（527年十月—528年正月）：北魏時期領導萧宝夤年号
  - 天統（528年六月—529年四月）：北魏時期領導邢杲年号
  - 神獸（528年七月—530年四月）：北魏時期領導万俟丑奴年号
  - 皇武：北魏時期領導劉擧年号
  - 甘露：高昌政权麴光年号